# Je rentre à la maison
Pour plus de détails, voir Fiche technique et Distribution.
Je rentre à la maison est un film franco-portugais réalisé par Manoel de Oliveira, sorti en 2001. Il a reçu le Globo de Ouro du meilleur film portugais.

## Synopsis
Gilbert est un comédien réputé, il préfère le théâtre et refuse les rôles très bien payés des films d'action. Il a les plus grands rôles. À l'issue d'une représentation, on lui apprend la mort de sa femme, de sa fille et de son gendre dans un accident de voiture. Il ne lui reste que son petit-fils, Serge. Il survit, vit.
Continue de jouer et refuse les amours. Puis il accepte de remplacer en dernière minute un acteur à l'hôpital.

## Fiche technique
- Titre : Je rentre à la maison
- Réalisation : Manoel de Oliveira
- Scénario : Manoel de Oliveira
- Photographie : Sabine Lancelin
- Montage : Valérie Loiseleux
- Musique préexistante : Léo Ferré (Le Pont Mirabeau)
- Pays de production :  France,  Portugal
- Format : couleurs
- Durée : 90 minutes
- Date de sortie : 2001

## Distribution
- Michel Piccoli : Gilbert Valence
- Catherine Deneuve : Marguerite
- Antoine Chappey : George
- Leonor Baldaque : Sylvia
- Sylvie Testud : Ariel
- John Malkovich : le réalisateur
- Isabelle Ruth : La trayeuse
- Mauricette Gourdon : Guilhermina la gouvernante de la maison
- Jean Koeltgen : Serge l'enfant